# Promises (canción de The Cranberries)
«Promises» es el primer sencillo del cuarto álbum de estudio, Bury the Hatchet, del grupo irlandés The Cranberries, publicado el 10 de marzo de 1999. Fue la canción más famosa del disco, y la última en tener un éxito considerable en los Estados Unidos.

## Vídeo musical
El vídeo fue dirigido por Oliver Dahan y trascurre en lo que parece ser un pueblo en el viejo oeste, y comienza con un alguacil haciendo un dibujo de una persona, al instante aparece otro vaquero felizmente recolectando flores en un campo, pero huye despavorido al percatarse de la presencia de una bruja (interpretada por la actriz franco-argelina Maïwenn) que intenta matarle, mientras la banda toca la canción arriba de un recolector de agua. Mientras esto ocurre, en donde se encuentra el alguacil hay una esfera de luz encarcelada. El vaquero que recogía las flores huye en un caballo mientras es perseguido por la bruja que le lanza rayos con sus manos intentando destruirlo. Al llegar al pueblo se refugia en la comisaría del alguacil, este sale a enfrentar sin miedo alguno a la bruja, pero al dispararle la bala no le hace daño a la bruja la que finalmente termina matándolo dejando solo sus botas.

## Lista de canciones
CD sencillo 1 (UK)
1. «Promises» (Edit) - 3:30
2. «The Sweetest Thing» - 3:33
3. «Linger» (Live - August '96) - 4:40

CD sencillo 2 (UK)
1. «Promises» (Álbum versión) - 5:27
2. «Dreams» (Live at the Nobel Peace Prize Concert, Oslo) - 4:14
3. «Promises» (Live at the Nobel Peace Prize Concert, Oslo) - 5:08

Maxisencillo
1. «Promises» (Edit) - 3:30
2. «The Sweetest Thing» - 3:33
3. «Promises» (Álbum versión) - 5:27
4. «Linger» (Live - August '96) - 4:40

## Posicionamiento
| Listas                    | Posicionamiento |
| ------------------------- | --------------- |
| Irlanda                   | 19              |
| Australia                 | 18              |
| Austria                   | 37              |
| Canadá                    | 6               |
| Francia                   | 32              |
| Alemania                  | 45              |
| Nueva Zelanda             | 20              |
| Noruega                   | 17              |
| Suecia                    | 33              |
| Reino Unido               | 13              |
| US Modern Rock Tracks     | 12              |
| Spain Afyve single charts | 1               |
| Italy                     | 3               |
| Iceland                   | 3               |
| Greece                    | 5               |